# Caminho Suave

Caminho Suave é uma obra didática, uma cartilha de alfabetização, concebida pela educadora brasileira Branca Alves de Lima (São Paulo, 13 de agosto de 1910 - São Paulo, 21 de janeiro de 2001), que se tornou um fenômeno editorial. De acordo com o Centro de Referência em Educação Mário Covas, calcula-se que, desde 1948 quando teve sua primeira edição, até meados da década de 1990, foram vendidos 40 milhões de exemplares dessa cartilha.
Em 1995, Caminho Suave  foi retirada do catálogo do Ministério da Educação por ser uma extensão do método fônico, o método alfabético.  Apesar de não ser mais o método "oficial" de alfabetização dos brasileiros,  a cartilha de Branca Alves de Lima ainda vende cerca de 10 mil exemplares  por ano. 

## Método de alfabetização pela imagem
Em entrevista ao jornal Folha de S. Paulo, em 1997, Branca Alves de Lima relatou que quando começou a lecionar, em cidadezinhas no interior paulista, a prática pedagógica para alfabetização se chamava "método analítico". Com o fim do Estado Novo, em 1945, as autoridades do MEC chegaram à conclusão que o "método analítico" não funcionava e estava superado, e deram liberdade didática aos professores.
Foi observando a dificuldade de seus alunos, a maioria oriundos da zona rural, que Branca Alves de Lima criou o método que ela própria denominou "alfabetização pela imagem". A letra "a" está inserida no corpo de uma abelha, a letra "b", na barriga de um bebê, o "f" fica instalado no corpo de uma faca, a letra "o", dentro de um ovo e assim por diante. 
Especialistas em pedagogia afirmam que "Caminho Suave"   e "Sodré"  (de Benedita Stahl Sodré, autora da Cartilha Sodré) são os únicos métodos realmente brasileiros de alfabetização em português.  O método da cartilha Caminho Suave começa pelas vogais, forma encontros vocálicos e depois parte para a silabação. O sucesso editorial seria devido ao fato de unir o processo analítico  ao sintético, facilitando o aprendizado.  
Explica Maria Sirlene Pereira Schlickmann no ensaio "As cartilhas no Processo de Alfabetização" , in Revista Linguagem em (Dis)curso, volume 2, número 1, jul./dez. 2001 (Unisul) 
"a) método sintético: obedece uma certa hierarquização, vai da letra ao texto através da soletração e silabação; 
b) método analítico: este método ganha maior importância na década de 1930 com a ascensão da psicologia, quando a maior ênfase é dada aos testes de maturidade psicológica. 
Com o passar dos tempos, foram surgindo cartilhas que misturavam o método sintético e o analítico, o que o levou a ser chamado de Método Misto. Como exemplo, podemos citar a cartilha Caminho Suave, publicada em 1948 por Branca Alves de Lima, que traz toda a fase do período preparatório".  
Ernesto Garrido Netto (1941-2000) foi o Executivo da empresa responsável pelas negociações com o governo da época para introdução do método junto ao MEC. Em 1998 em uma declaração afirmou que o método é o melhor, porém dada a falta de modernização caiu em desuso.
Branca deu ao ensino, algo de grande valor, uma alfabetização inocente.

## Ferramentas de apoio
A cartilha  que alfabetizou 40 milhões de brasileiros, em 50 anos, ganhou ferramentas de apoio desenvolvidas pela educadora Branca  Alves de Lima. Eram cartazes, cartazetes, carimbos, baralhos e livros de exercício (na década de 1980).